# Piet Peereboom
Piet Peereboom (14 gennaio 1897 – 14 febbraio 1980) è stato un calciatore olandese, di ruolo attaccante.

## Palmarès

### Nazionale
- Bronzo olimpico: 1

Olanda: Anversa 1920